# Portballintrae
Portballintrae (Iers: Port Bhaile an Trá) is een plaats in het Noord-Ierse County Antrim. Portballintrae telt 771 inwoners. Van de bevolking is 96,5% protestant en 1% katholiek.